# Брандберг (Австрія)
Брандберг (нім. Brandberg) — громада округу Швац у землі Тіроль, Австрія.
Брандберг лежить на висоті 1082 м над рівнем моря і займає площу 156,5 км². Громада налічує 348 мешканців.
Густота населення 2/км².
Громада Брандберг розташована у верхів'ях річки Ціллер. Вона складається із гірського села Брандберг та розсіяних в горах хуторів. Громада межує з Південним Тіролем, що належить Італії.
|                                    |
| Брандберг на мапі округу та землі. |

 Адреса управління громади: Brandberg Nr. 13, 6290 Brandberg (Tirol).